# یوتو اوشیرو
یوتو اوشیرو (ژاپنی: 大城 佑斗؛ زادهٔ ۱۹ اکتبر ۱۹۹۶) یک بازیکن فوتبال اهل ژاپن است.
از باشگاه‌هایی که در آن بازی کرده‌است می‌توان به باشگاه فوتبال ناگانو پارسیرو اشاره کرد.